# Eonycteris robusta
Eonycteris robusta är ett däggdjur i familjen flyghundar som beskrevs 1913 av Miller. Tidigare räknades den som underart till Eonycteris major men nya taxonomiska avhandlingar och IUCN listar den som god art.
Arten blir 127 till 155 mm lång (huvud och bål), har en 29 till 28 mm lång svans och 67 till 82 mm långa underarmar. Bakfötterna är 23 till 25 mm långa och öronen 19 till 23 mm stora. Vikten ligger mellan 56 och 80 g. Huvudet kännetecknas av en långsträckt nos och något spetsiga öron. Pälsen har allmänt en silvergrå färg och vid spetsen av andra fingret saknas en klo. Eonycteris robusta saknar de två körtlar vid sin anus som förekommer hos Eonycteris spelaea. I motsats till Rousettus amplexicaudatus som lever i samma region har arten inga genomskinliga vingar.
Arten förekommer med flera från varandra skilda populationer i Filippinerna. Den vistas i olika slags skogar i låglandet och i medelhöga bergstrakter upp till 1000 meter över havet. I motsats till de andra två arterna i samma släkte uppsöker den inte odlade områden. Individerna vilar i grottor eller i mindre bergssprickor.
En upphittad hona var tillsammans med en unge och därför antas att det föds en unge per kull.
Eonycteris robusta hotas av skogsavverkningar och i vissa delar av utbredningsområdet jagas den för köttets skull. IUCN befarar att beståndet minskar med 30 procent under de följande tre generationernas liv och listar arten som sårbar (VU).